# Прицеп

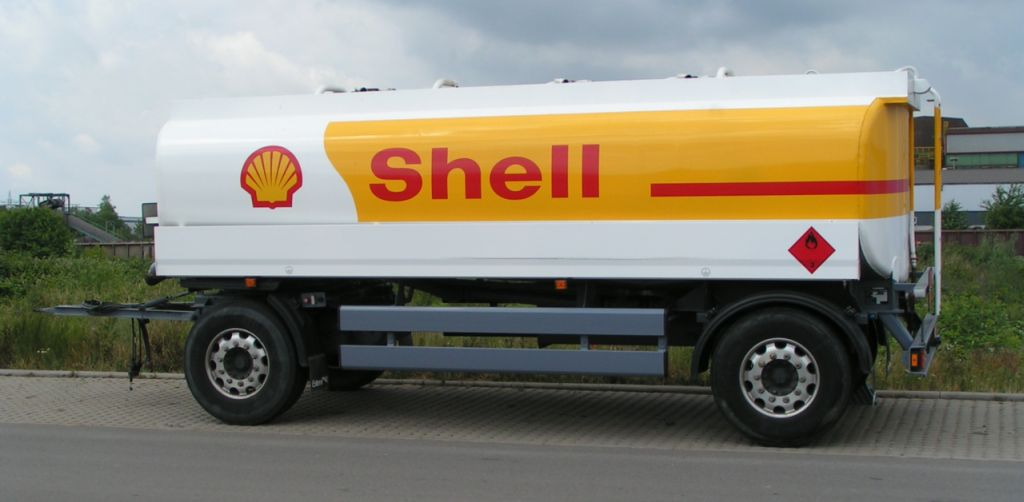
Двухосный прицеп-цистерна.

Прице́п или трейлер — транспортное средство, не оборудованное двигателем и предназначенное для движения в составе с механическим транспортным средством.
Данный термин из «Правил дорожного движения Российской Федерации — России» распространяется также на полуприцепы и прицепы-роспуски.

## История

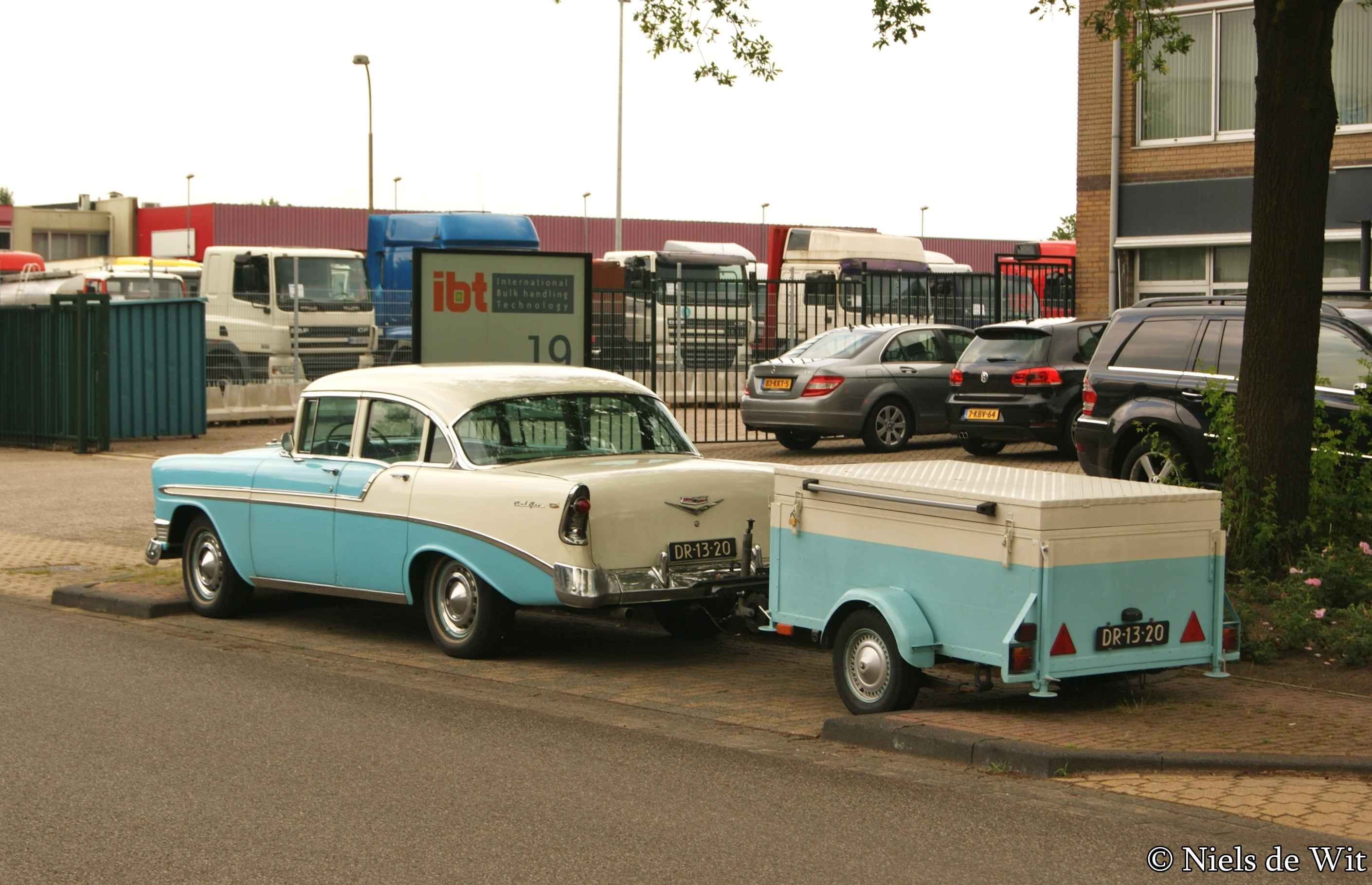
прицеп для легкового автомобиля

В период развития человечества, происходило развитие и совершенствование изделий используемых им. Так с изобретением волокуш, саней, позже колеса, совершенствовались и средства транспортировки человека и грузов. Ручные санки и тележка которые перемещал человек, постепенно трансформировалась в повозку, которую уже перемещают прирученные человеком различные животные. Грузоподъемность повозок растёт пропорционально их размерам и количеству животных в одной упряжке. Именно повозка, которую тянет животное, и есть прототип современного прицепного устройства — прицепа, и позднее полуприцепа и прицепа-роспуска. Позже с появлением парового двигателя и интенсивным развитием всевозможных машин и механизмов, появились паровозы и железнодорожные поезда с различными вагонами, трактора и автомобили. В период индустриального развития человечества возросла потребность в технике способной перевозить большое количество грузов на большие расстояния по дорогам, так и появились различные прицепы, полуприцепы и прицепы-роспуски различных видов и типов.

## Виды прицепов

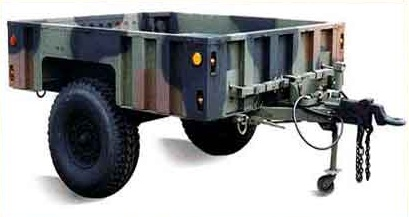
Одноосный прицеп

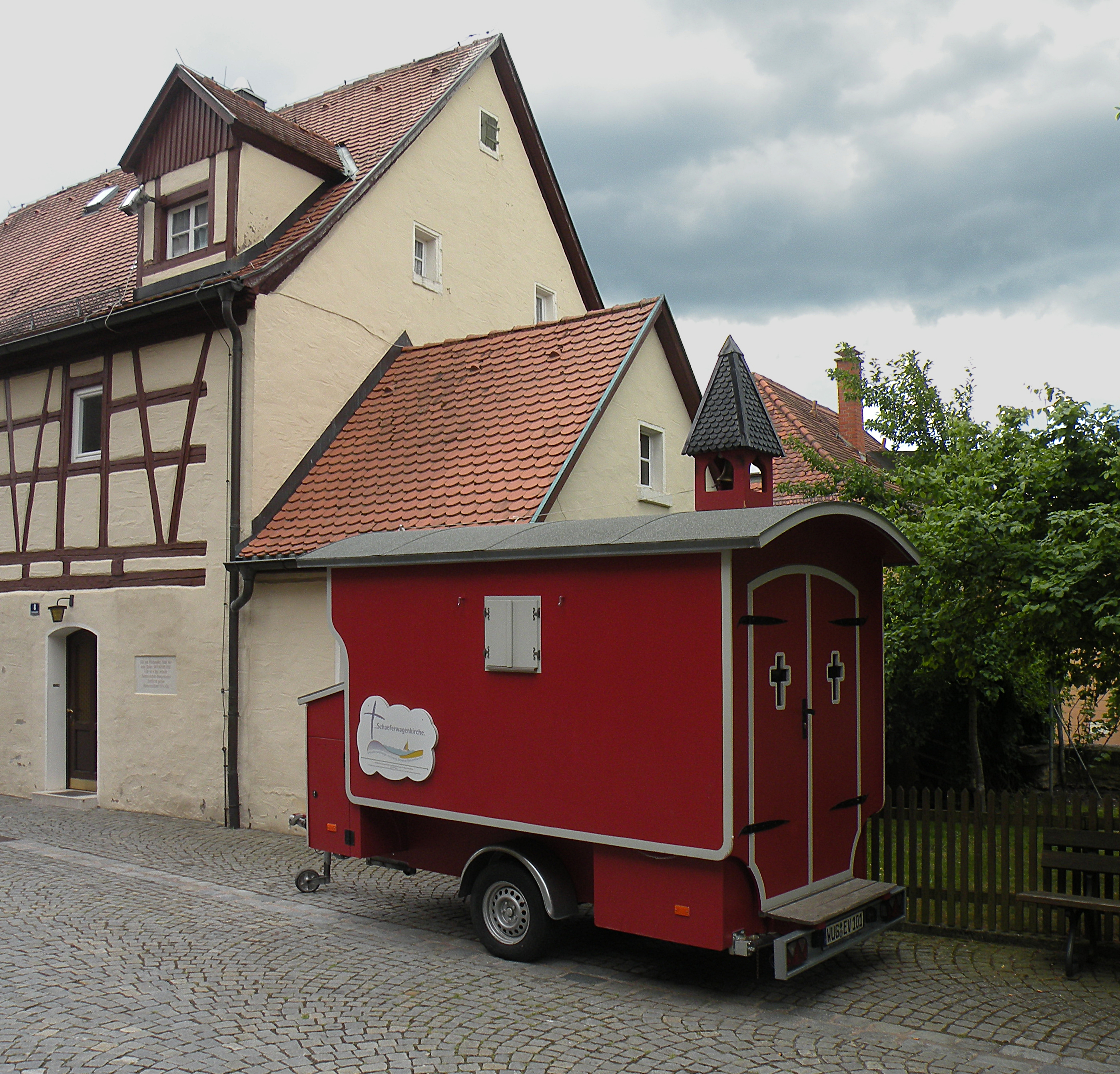
Передвижная церковь (евангелическая) в виде одноосного легкового автомобильного прицепа для обслуживания пастухов непосредственно на пастбищах

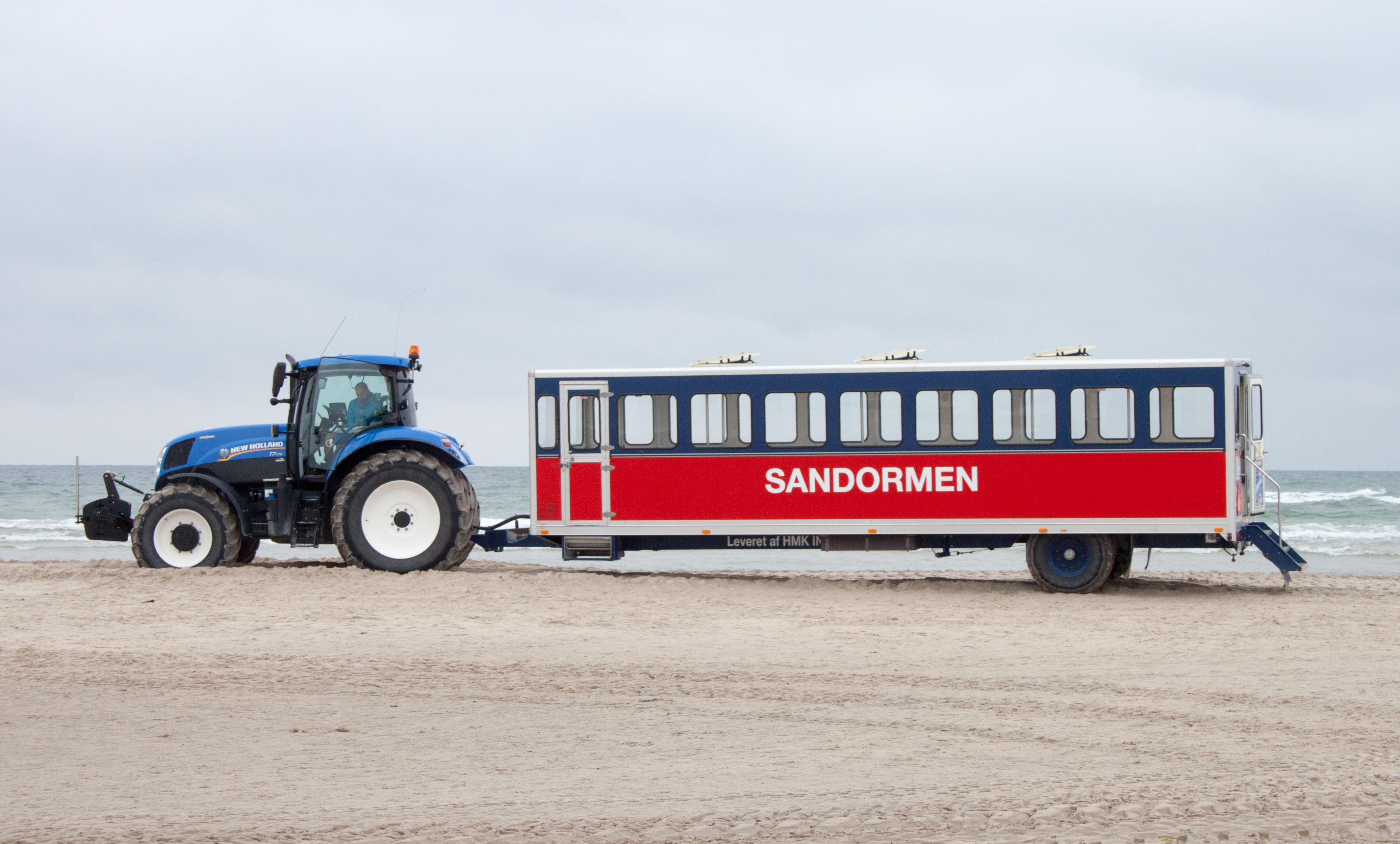
автобус-прицеп

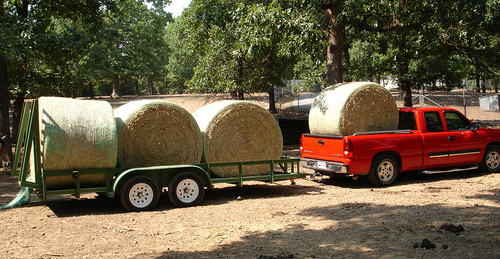
длинный двухосный прицеп для легкового автомобиля

Прицепы подразделяют по распределению веса и нагрузки между тягачом и прицепом:
- прицеп является самодостаточным транспортным средством и может прицепляться к любым тягачам при помощи дышла через сцепное устройство (например, системы «крюк-петля»). Вес груза передаётся на дорогу через несущую раму прицепа и далее исключительно через его собственные колёса; связь прицепа с тягачом используется только для передачи тягового усилия.
- полуприцеп агрегатируется со специализированным седельным тягачом через сцепное устройство («седло») тягача с помощью сцепного шкворня. Вес груза полностью передаётся несущей раме прицепа, а далее распределяется между собственными колёсами полуприцепа и колёсами тягача. Связь прицепа с тягачом служит для передачи как этой нагрузки, так и тягового усилия. Полуприцеп не способен передвигаться, не будучи связанным с тягачом; для обеспечения его устойчивости на это время он снабжается откидными или выдвижными стойками.
- прицеп-роспуск является гибридом прицепа и полуприцепа и предназначен для перевозки длинномерных грузов в составе специализированного автопоезда. Перевозимый груз опирается на специальные ложементы — так называемые «коники»: передней своей частью — на коники тягача, а задней — на коники прицепа-роспуска; при этом вес груза частично передаётся тягачу, а частично — несущей раме и колёсам роспуска. Для обеспечения передачи тягового усилия роспуск оборудуется дышлом постоянной или переменной длины; иногда роль дышла выполняет сам длинномерный груз.

По количеству осей прицепы подразделяются на одно-, двух- и многоосные. По типу грузовой платформы (роду перевозимого груза) в отечественной практике прицепы принято разделять на бортовые, самосвальные, прицепы-роспуски, прицепы-цистерны, прицепы-фургоны, прицепы-тяжеловозы, легковые прицепы, специальные прицепы. Аналогичное деление применяется и по отношению к полуприцепам.
В конструкциях прицепов, полуприцепов и прицепов-роспусков могут применяться различные системы управления поворотом колёс для улучшения управляемости автопоезда. Сцепные устройства, как правило, стандартизованы. Прицепы и полуприцепы могут оснащаться активным приводом колёс от двигателя тягача («активный автопоезд»); такой привод обычно осуществляется механически через сцепное устройство, либо используется гидропривод. В ряде конструкций активных автопоездов (так называемый двухзвенный автопоезд) двигатель может располагаться в задней секции.
Неофициально используют также термин «трейлер» (от англ. trailer «прицеп»). Трейлером называют прицеп или полуприцеп, специально предназначенный для перевозки техники, транспортных средств или особых грузов (тяжёлых, длинномерных и тому подобное — «прицепы-тяжеловозы»). Иногда трейлерами также называют легковые прицепы-фургоны, оборудованные как передвижное жилое помещение, используемое для проживания и отдыха в путешествиях, а иногда и как временное жилье.

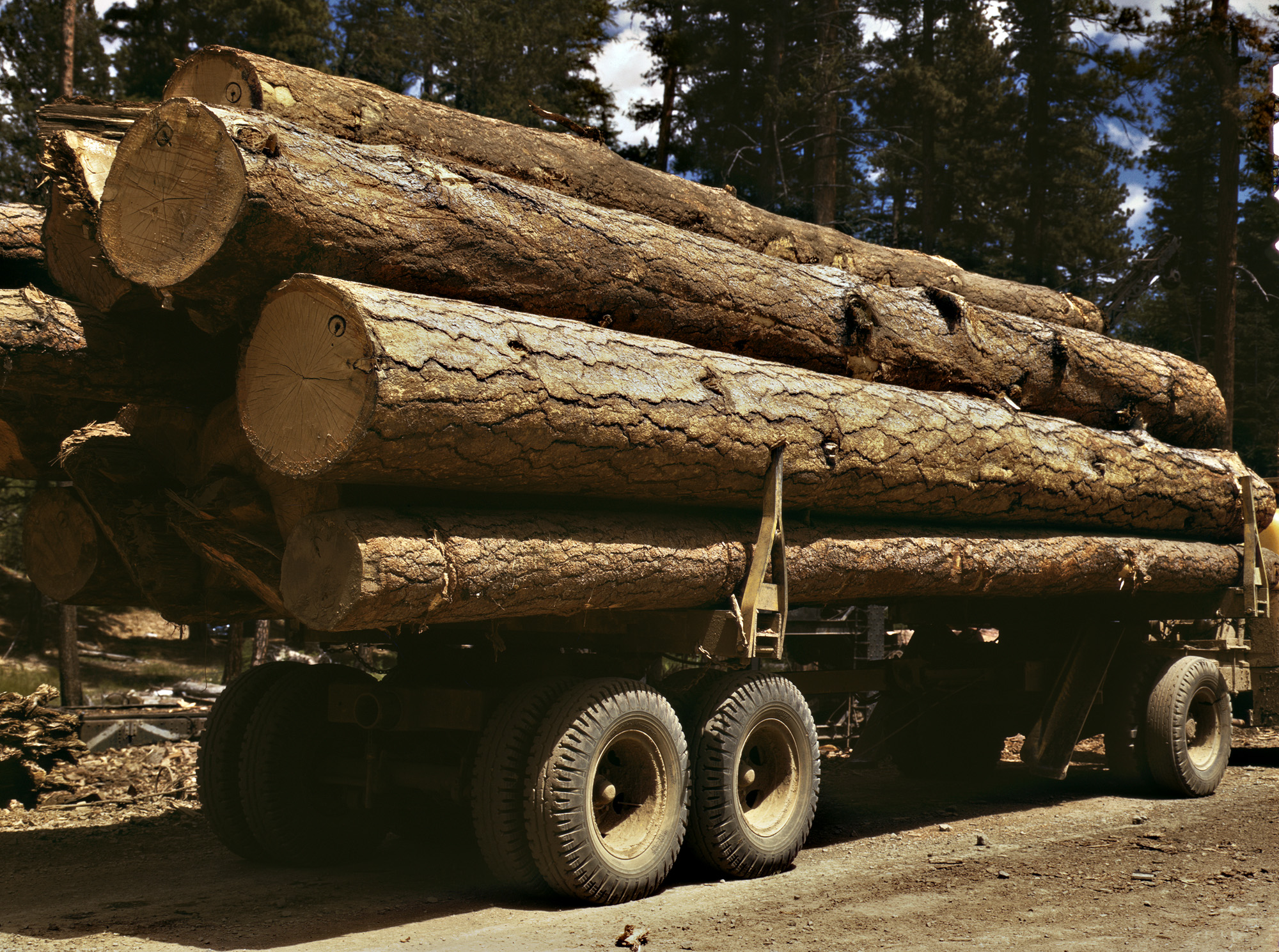
Двухосный роспуск в составе автопоезда-лесовоза
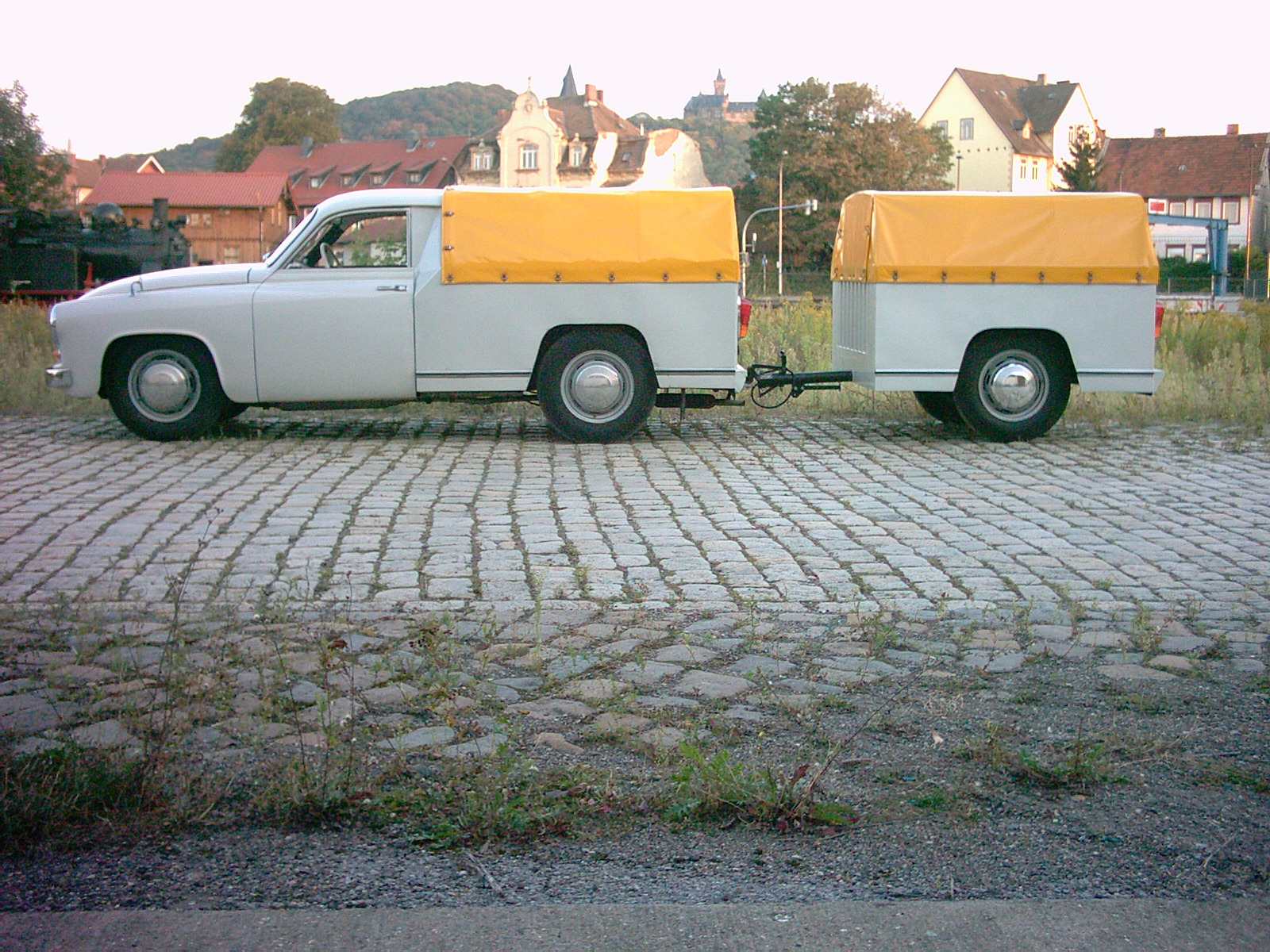
Пикап с грузовым прицепом
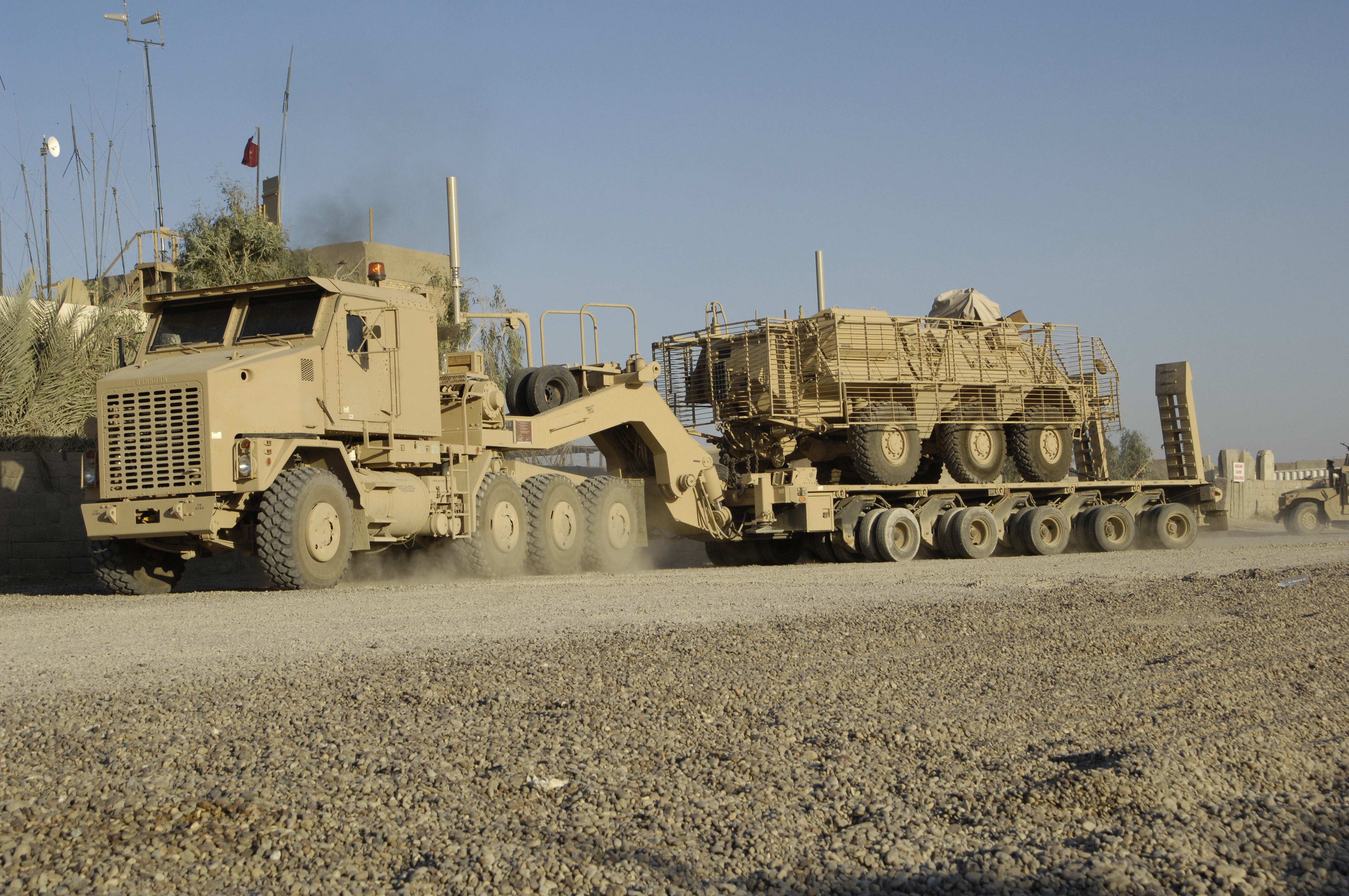
Седельный тягач с трейлером с загруженным на него бронетранспортёром
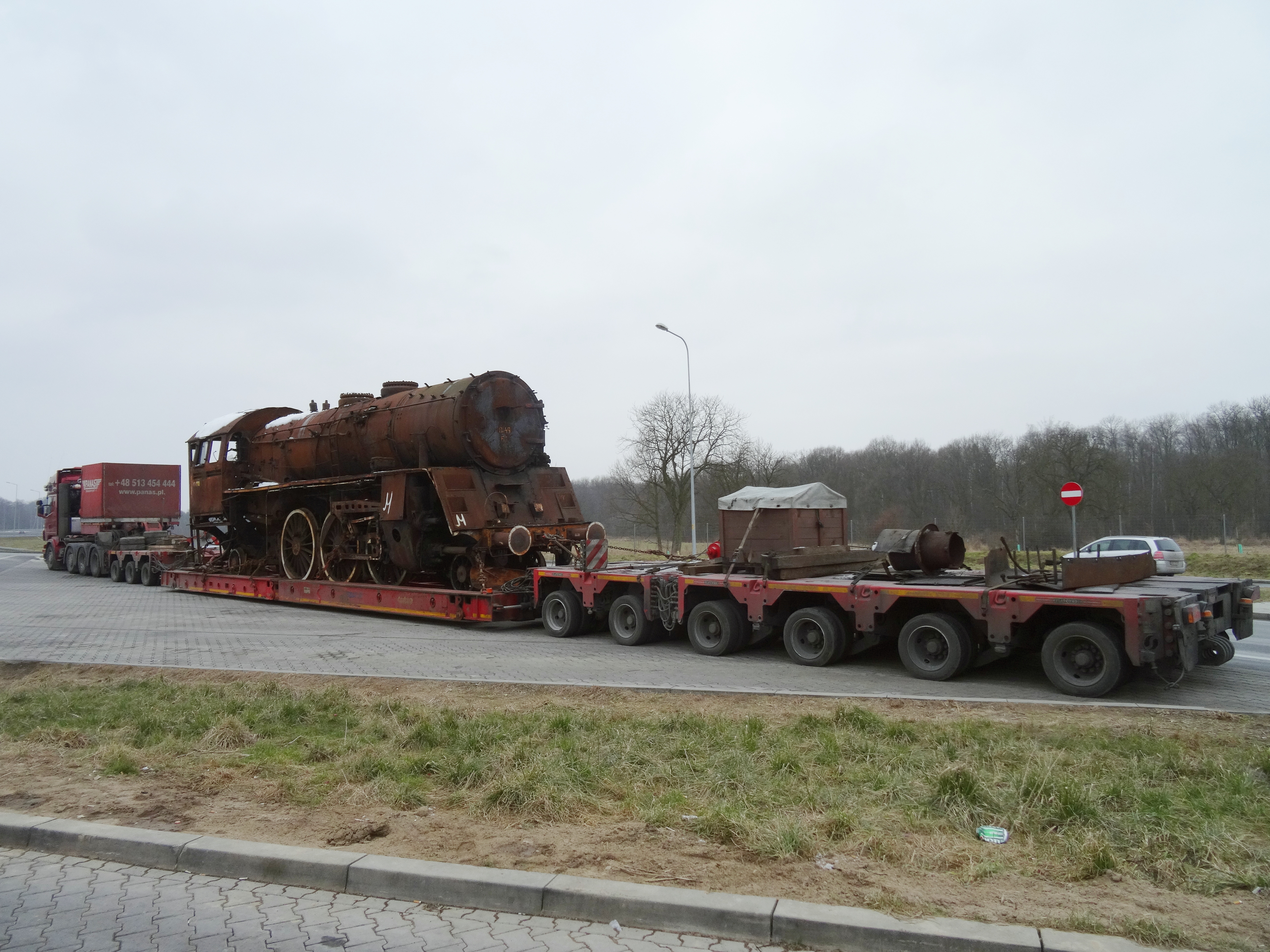
Паровоз на спецплощадке для перевозки тяжеловесных грузов в составе автопоезда
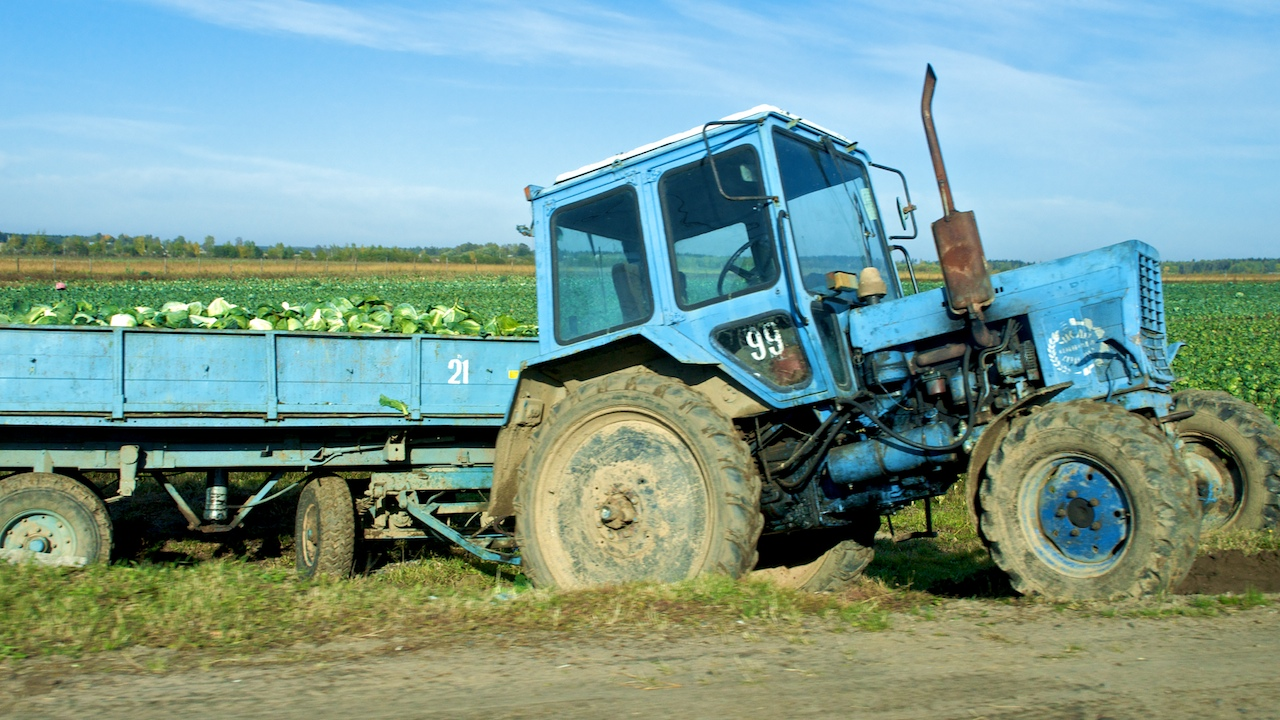
Самосвальный универсальный двухосный грузовой прицеп трактора
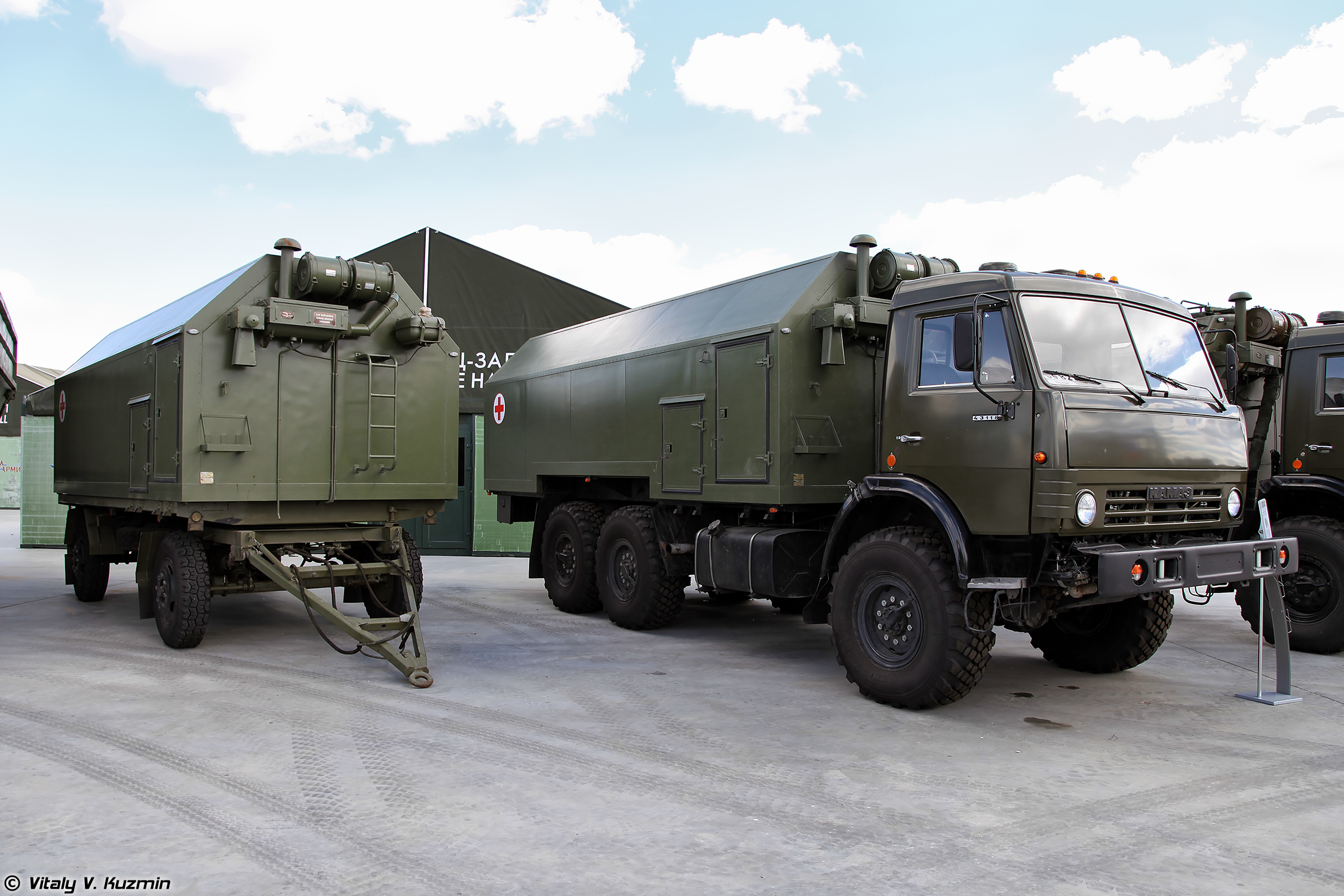
Двухосный прицеп с кунгом